# فولکس‌واگن تیپ ۲
فولکس‌واگن تیپ ۲ (Volkswagen Type ۲) خودرویی است که از سال ۱۹۵۰ تا کنون تولید شده‌است. طراحی آن موتور عقب، توزیع نیروی پیشران بوده است.

## نگارخانه

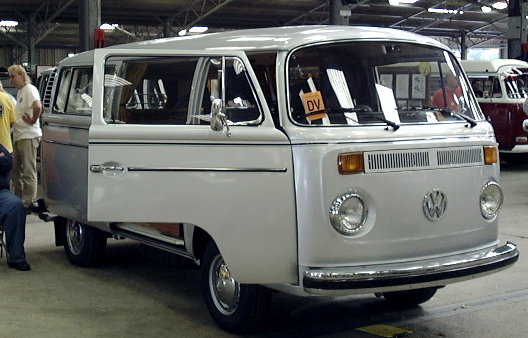
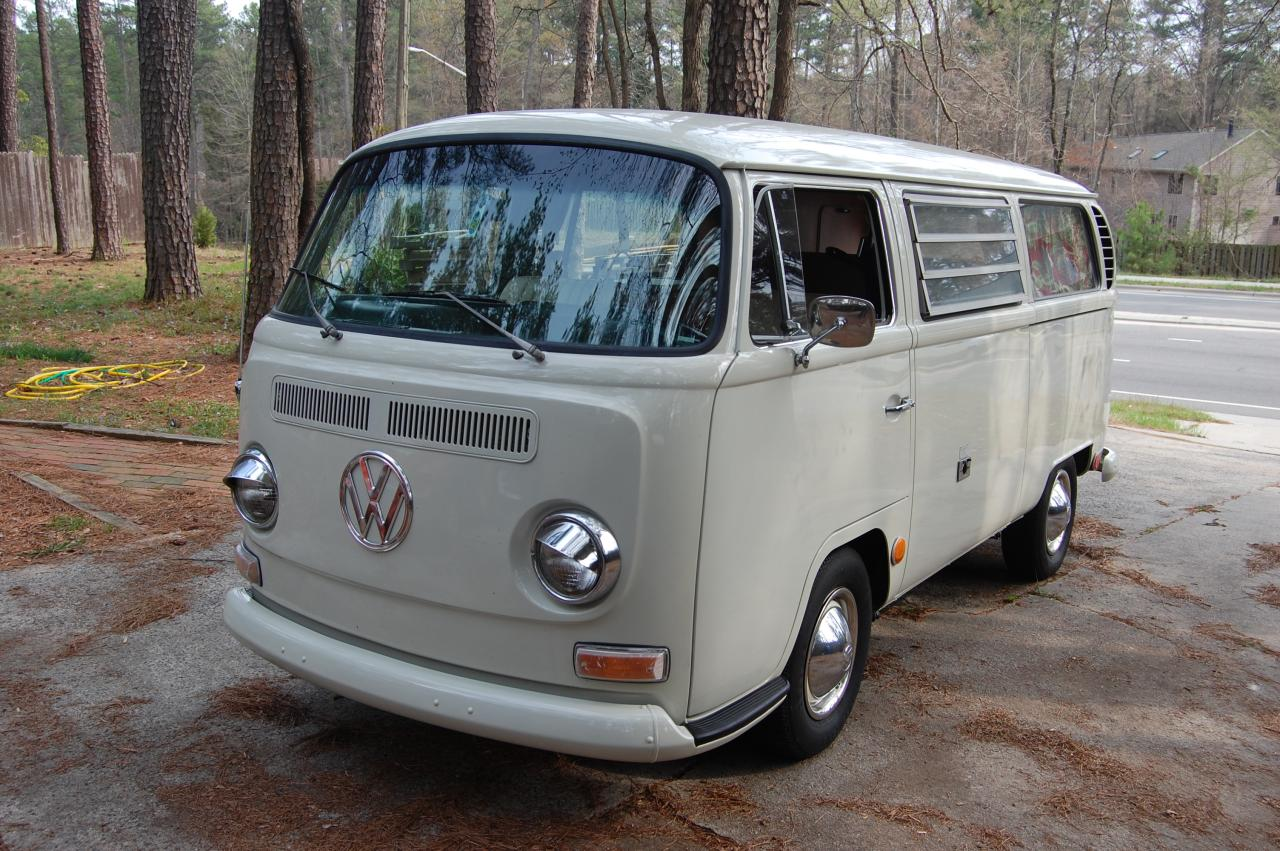
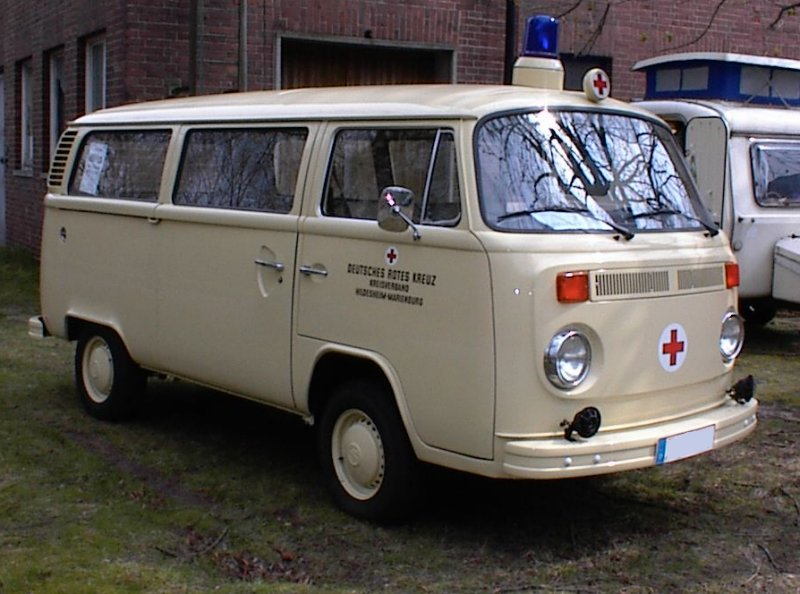
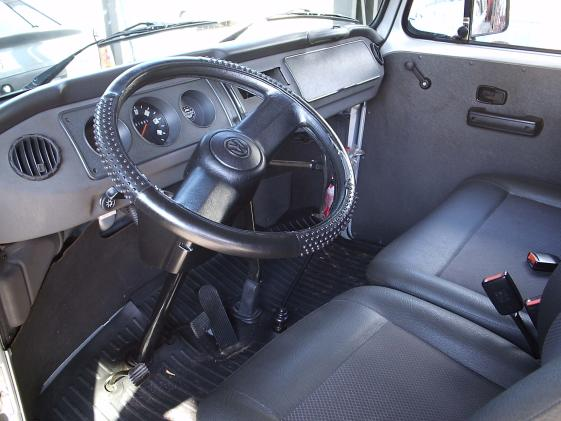
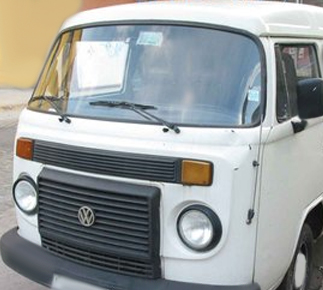
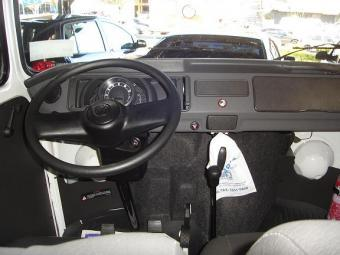
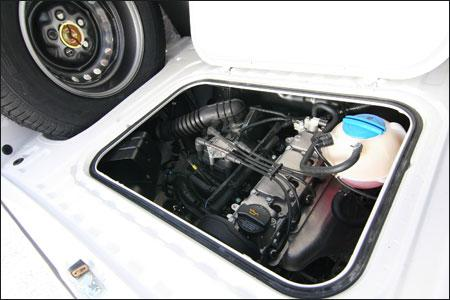
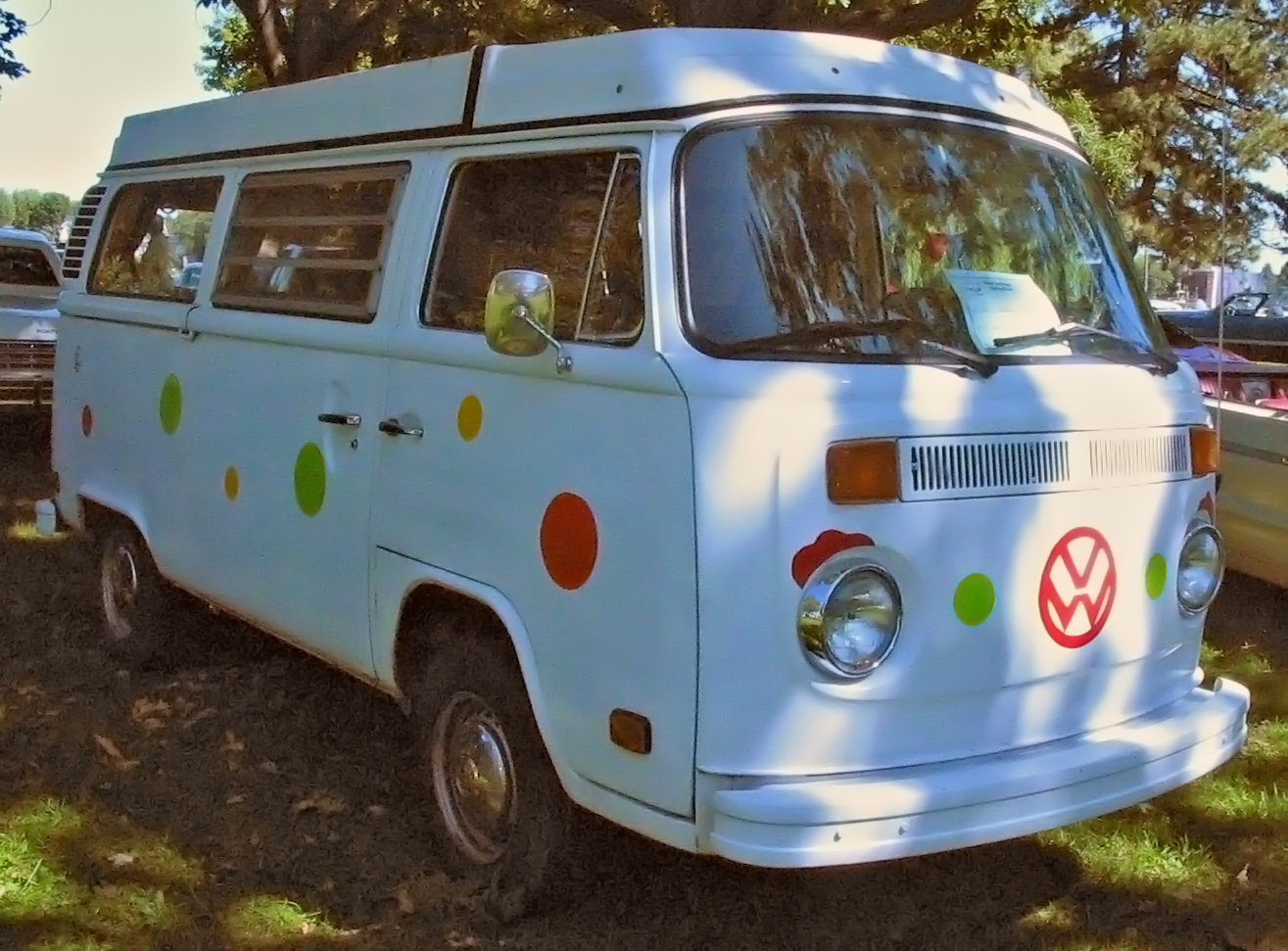
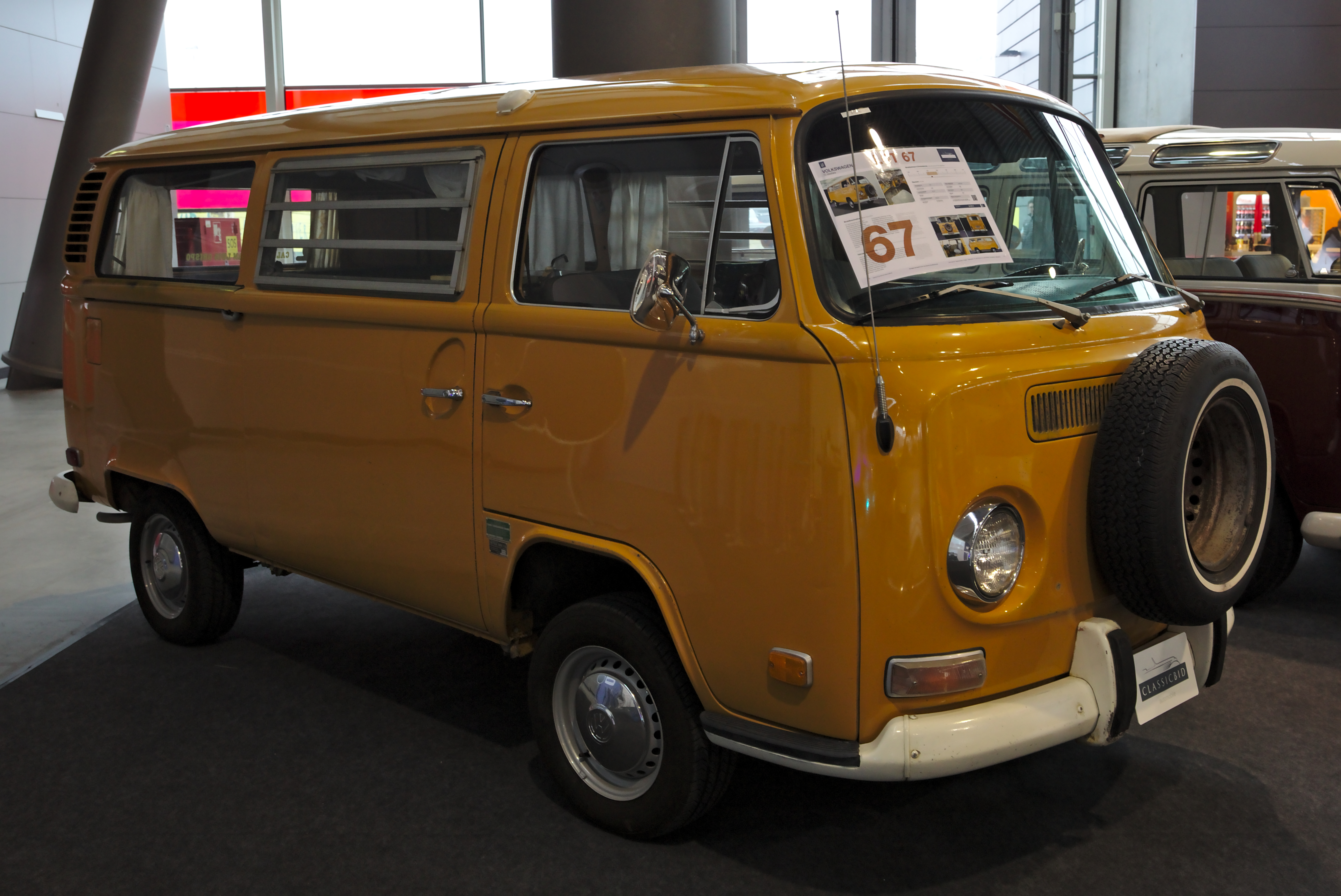